# 寺島宗伴
寺島 宗伴（てらしま そうはん、1794年（寛政6年） - 1884年（明治17年）2月2日）は江戸時代・明治時代の和算家。通称は数右衛門。号は北明。

## 生涯

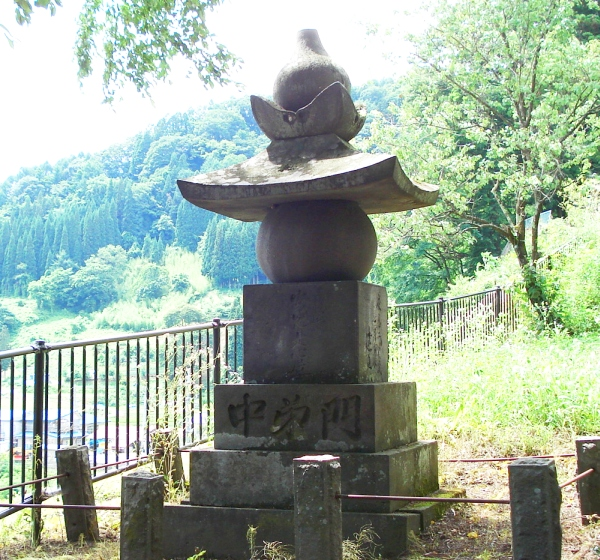
門弟によって建てられた松厳寺内の五輪塔

信濃国水内郡鬼無里村（現在の長野県長野市鬼無里）に生まれる。叔父である寺島半右衛門陳玄に師事して宮城流（京の宮城清行が流祖）和算を学び、1816年（文化13年）に免状を得る。
松代城下に出ると、町田源左衛門正記から最上流和算を学び、1827年（文政10年）に免状を取得。当時の最上流は、主流だった関流に論争を挑んで注目を集め、最盛期を迎えていた。
鬼無里を中心に信濃を遊歴し、500人以上の鬼無里村民を含めて、信濃から越後にかけて800人を超える門弟を持った。和算以外にも折方、家相、挿花、規矩術、そろばんも教えた。
明治17年に90歳で没した。
鬼無里の松巌寺に奉納算額が残されている。境内には辞世の句を刻んだ五輪塔も残る。鬼無里ふるさと資料館に遺品や著作が展示されている。

## 著作
- 『算法続浅問答』 - 17歳の時に著した、初歩的な問題をまとめたもの。
- 『算法天元算題花』 - 全六篇で初篇から五篇までは上中下の三巻構成。
- 『神壁算法記』 - 関流の和算家、藤田嘉言の「神壁算法」にちなむ。
- 『算法隔日記』 - 全二十巻
- 『算法用学精』
- 『冪乗式算題術期限』
- 『開式綴術真法』
- 『算法相場割』
- 『西洋八算見一之割』 - そろばんの割り算の教科書。
- 『常用算記録』 - 初歩的な日常の売買や利益の計算の教科書。
- 『神壁算題記』